# 2429 Schürer
2429 Schürer eller 1977 TZ är en asteroid i huvudbältet som upptäcktes den 12 oktober 1977 av den Schweiziska astronomen Paul Wild vid Observatorium Zimmerwald. Den har fått sitt namn efter astronomen Max Schürer.
Asteroiden har en diameter på ungefär 11 kilometer och den tillhör asteroidgruppen Maria.